# Альгорта
Альгорта (исп. Algorta) — населённый пункт в западной части Уругвая, в департаменте Рио-Негро.

## География
Расположен на дороге № 25, примерно в 140 км к северо-востоку от административного центра департамента, города Фрай-Бентос и в 23 км к юго-западу от города Гичон. Абсолютная высота — 119 метров над уровнем моря.

## История
24 июля 1929 года получил статус села (Pueblo) указом № 8.448.

## Население
Население по данным на 2011 год составляет 779 человек.
| Год  | Население |
| ---- | --------- |
| 1963 | 695       |
| 1975 | 570       |
| 1985 | 548       |
| 1996 | 705       |
| 2004 | 804       |
| 2011 | 779       |

Источник: Instituto Nacional de Estadística de Uruguay